# Эспоо (баскетбольный клуб)
«Баскетбольная команда Эспоо» (фин. Espoo Basket Team, EBT) — финский баскетбольный клуб из города Эспоо, который был основан в 1993 году в результате слияния двух местных клубов.

## История
Баскетбольный клуб появился весной 1993 года, когда объединились две баскетбольные команды из Эспоо, Espoon Akilles и EPS-Basket. «Ахиллес» только что поднялся в женскую SM-серию, EPS-Basket выступал в 1-м дивизионе. EBT занял место «Ахиллеса» и играл в SM-серии непрерывно до весны 2012 года. Лучшим достижением команды Espoo Basket является серебро женщин в SM-серии в сезоне 2003/04 годов.
Начиная с сезона 2004/05 ЕБТ и Tapiolan Honka играли в женской SM-серии как одна команда с названием «Команда Эспоо» (фин. Espoo Team). Лучшим достижением стали победы в финском чемпионате и Кубке Финляндии сезона 2008/09 годов. Весной 2012 года EBT и Honka отказались от совместного участия в турнирах, после чего Espoo Basket Team отказался от участия в высшем дивизионе женского чемпионата, заявив команду в 1-й дивизион.
В клубе насчитывается около 600 игроков, из которых 100 играют в детских командах, 300 в младших и 130 во взрослых командах. В клубе 60 тренеров, и около сотни человек административного и технического персонала.
В сезоне 2012/13 годов мужская команда клуба смогла выйти в дивизион 1B, где команда также продолжила следующие сезоны.